# 江田照男
江田 照男（えだ てるお、1972年2月8日 - ）は、日本中央競馬会 (JRA) 美浦トレーニングセンター所属の騎手。ニックネームは「エダテル」「テリーマン」。

## 来歴
福島県石川郡浅川町出身。中学3年の時に学校の廊下に競馬学校のポスターが貼られているのを見て競馬学校を受験し、合格する。
1990年に美浦の田子冬樹厩舎所属騎手としてデビュー。同期の騎手は全員現役を退いており、村山明・牧田和弥は調教師に転身となっている。
デビュー1年目の新潟記念でサファリオリーブに騎乗し重賞初勝利を記録、重賞騎乗2戦目での勝利は当時の最速記録だった。この年27勝を挙げ関東新人騎手賞を獲得。
1991年にはプレクラスニーとのコンビで同年秋の天皇賞をメジロマックイーン降着による繰り上がりでの勝利ながらGI初騎乗・初勝利を達成した。またJRA史上最年少で天皇賞制覇を成し遂げた（19歳8ヶ月）。
これまで、オープンクラスの競走で多くの穴馬券を輩出してきたことから「穴男」・「万馬券男」と呼ばれる。14番人気での勝利となった1990年サファリオリーブの新潟記念をはじめ、1998年日経賞では障害帰りのテンジンショウグンを勝利に導き、当時重賞の馬連最高配当（213370円）を記録。
2000年スプリンターズステークスでは16頭立て16番人気のダイタクヤマトで逃げ切り勝ちを収め9年ぶりのGI勝利をマーク。同時期の中距離路線で活躍したアメリカンボスでも2001年有馬記念にて13頭立て13番人気で2着となり、有馬記念の馬連最高配当（48650円）を記録した。
この他2006年・2010年・2012年の重賞勝ちをいずれも2桁人気馬で挙げるなど人気薄馬での好走例が多く見られる。穴を作る秘訣は「どの馬でももしかしたらというつもりで乗ること」とコメントを残している。
2015年ヴィクトリアマイルでは18頭立て18番人気のミナレット（単勝291.8倍）で残り50mでストレイトガールとケイアイエレガントに抜かれ3着に粘り、三連複は286万480円、三連単は2070万5810円と、いずれもGI史上最高の払戻しを記録した。

## エピソード
- 勝利ジョッキーインタビューでカメラに向かってピースサインをするなどのパフォーマンスも見せている。2012年の日経賞をネコパンチで制した際には、TVカメラに向かって猫のポーズで「ニャー」と言うパフォーマンスを見せた。
- 1991年の天皇賞（秋）はGI初挑戦初勝利、また10代での天皇賞制覇は偉業達成ではあったが、実質的には6馬身差の完敗だったので、表彰式でも笑顔は見られなかった。しかし内心は相当嬉しかったと語っている。その後記念のテレホンカードを自主制作した。
- 2006年7月1日の福島競馬第5競走で、江田が騎乗していた馬が大野拓弥が騎乗していた馬から不利を受けたことが発端となり、レース後検量裁決室（パトロールビデオ室）で、江田が大野の臀部を蹴るという事件が起きた。この結果、江田は開催2日間の騎乗停止処分を受けた[8]。
- 趣味は野球。部活動での経験は無いが、草野球チームに複数所属している[9]。

## 主な騎乗馬
- サファリオリーブ（1990年新潟記念）
- ナイスパーワー（1991年ダービー卿チャレンジトロフィー）
- プレクラスニー （1991年エプソムカップ・毎日王冠・天皇賞（秋））
- エーピーグランプリ（1993年ラジオたんぱ賞）
- シャコーグレイド （1994年東京スポーツ杯(OP)）
- テンジンショウグン （1998年日経賞）
- ロサード（1998年新潟3歳ステークス）
- レオリュウホウ（1998年セントライト記念）
- アメリカンボス （1999・2000年エプソムカップ・2001年アメリカジョッキークラブカップ・中山記念）
- ゲイリーファンキー（1999年新潟3歳ステークス）
- ホッカイルソー （1999年オールカマー）
- レイズスズラン（2000年・2002年さきたま杯・2001年浦和記念）
- ダイタクヤマト （2000年スプリンターズステークス・スワンステークス）
- テンシノキセキ（2000年フェアリーステークス）
- ナスダックパワー（2001年ユニコーンステークス）
- フサイチランハート（2002年アメリカジョッキークラブカップ）
- シャドウスケイプ（2004年根岸ステークス・クラスターカップ）
- ヤマニンアラバスタ （2005年新潟記念・府中牝馬ステークス）
- フジサイレンス（2006年東京新聞杯）
- カンファーベスト（2006年関屋記念）
- ホッコーパドゥシャ（2009年新潟記念）
- トーセンクラウン（2010年中山記念）
- ネコパンチ （2012年日経賞）
- カイザーメランジェ（2019年函館スプリントステークス）
- テリオスベル（2022年クイーン賞、2023年ブリーダーズゴールドカップ）[10]
- ウシュバテソーロ（未勝利戦・条件戦で騎乗）

## 騎乗成績
|                  | 日付           | 競馬場・開催  | 競走名             | 馬名             | 頭数 | 人気 | 着順 |
| ---------------- | -------------- | ------------- | ------------------ | ---------------- | ---- | ---- | ---- |
| 初騎乗           | 1990年3月3日   | 2回中山3日1R  | アラ系3歳上400万下 | カガミヤマ       | 10頭 | 3    | 4着  |
| 初勝利           | 1990年4月1日   | 3回中山4日1R  | アラ系3歳上400万下 | カガミヤマ       | 13頭 | 1    | 1着  |
| 重賞初騎乗       | 1990年8月5日   | 1回新潟8日11R | 関屋記念           | サファリオリーブ | 18頭 | 16   | 6着  |
| 重賞初勝利       | 1990年8月26日  | 2回新潟6日10R | 新潟記念           | サファリオリーブ | 15頭 | 14   | 1着  |
| GI初騎乗・初勝利 | 1991年10月27日 | 4回東京8日10R | 天皇賞（秋）       | プレクラスニー   | 18頭 | 3    | 1着  |

| 年度   | 1着 | 2着  | 3着  | 騎乗数 | 勝率 | 連対率 | 複勝率 |
| ------ | --- | ---- | ---- | ------ | ---- | ------ | ------ |
| 1990年 | 27  | 30   | 29   | 310    | .087 | .184   | .277   |
| 1991年 | 35  | 32   | 29   | 369    | .095 | .182   | .260   |
| 1992年 | 21  | 33   | 33   | 330    | .064 | .164   | .264   |
| 1993年 | 29  | 35   | 29   | 380    | .076 | .168   | .245   |
| 1994年 | 26  | 35   | 36   | 426    | .061 | .143   | .228   |
| 1995年 | 12  | 16   | 27   | 361    | .033 | .078   | .152   |
| 1996年 | 23  | 19   | 25   | 290    | .079 | .145   | .231   |
| 1997年 | 43  | 25   | 34   | 415    | .104 | .164   | .246   |
| 1998年 | 33  | 23   | 40   | 479    | .069 | .117   | .200   |
| 1999年 | 57  | 45   | 49   | 573    | .099 | .178   | .264   |
| 2000年 | 58  | 60   | 47   | 622    | .093 | .190   | .265   |
| 2001年 | 61  | 68   | 41   | 666    | .092 | .194   | .255   |
| 2002年 | 58  | 58   | 51   | 708    | .082 | .164   | .236   |
| 2003年 | 60  | 57   | 63   | 760    | .079 | .154   | .237   |
| 2004年 | 33  | 36   | 48   | 708    | .047 | .097   | .165   |
| 2005年 | 27  | 38   | 45   | 685    | .039 | .095   | .161   |
| 2006年 | 18  | 22   | 28   | 555    | .032 | .072   | .123   |
| 2007年 | 27  | 24   | 35   | 476    | .057 | .107   | .181   |
| 2008年 | 30  | 27   | 26   | 616    | .049 | .093   | .135   |
| 2009年 | 25  | 22   | 25   | 547    | .046 | .086   | .132   |
| 2010年 | 21  | 36   | 40   | 684    | .031 | .083   | .142   |
| 2011年 | 23  | 25   | 37   | 635    | .036 | .076   | .134   |
| 2012年 | 19  | 34   | 40   | 707    | .027 | .075   | .132   |
| 2013年 | 26  | 23   | 31   | 663    | .039 | .074   | .121   |
| 2014年 | 29  | 39   | 35   | 707    | .041 | .096   | .146   |
| 2015年 | 26  | 42   | 23   | 733    | .035 | .093   | .124   |
| 2016年 | 13  | 20   | 19   | 537    | .024 | .061   | .097   |
| 2017年 | 10  | 15   | 20   | 522    | .019 | .048   | .086   |
| 2018年 | 12  | 22   | 23   | 542    | .022 | .063   | .105   |
| 2019年 | 18  | 7    | 22   | 497    | .036 | .050   | .095   |
| 2020年 | 27  | 18   | 23   | 585    | .046 | .077   | .116   |
| 2021年 | 26  | 17   | 26   | 517    | .050 | .083   | .133   |
| 2022年 | 8   | 13   | 14   | 418    | .019 | .050   | .084   |
| 2023年 | 4   | 9    | 7    | 148    | .027 | .088   | .135   |
| 中央   | 965 | 1025 | 1100 | 18171  | .053 | .110   | .170   |
| 地方   | 44  | 40   | 41   | 456    | .096 | .184   | .274   |

（2023年8月20日現在 JRA騎手名鑑より）